# Calypso (satelit)
Calypso este un satelit al lui Saturn. A fost descoperit în 1980, din observații la sol, de Dan Pascu, P. Kenneth Seidelmann, William A. Baum și Douglas G. Currie și a fost denumit provizoriu S/1980 S 25 (al 25-lea satelit al lui Saturn descoperit în 1980).  Mai multe alte apariții ale acestuia au fost înregistrate în următoarele luni: S/1980 S 29, S/1980 S 30,  S/1980 S 32,  și S/1981 S 2.  În 1983, a fost numit oficial după Calypso din mitologia greacă. Este denumit și Saturn XIV sau Tethys C.
Calypso este coorbital cu satelitul Tethys și se află în punctul lagrangian posterior al lui Tethys (L5), la 60 de grade în spatele lui Tethys. Această relație a fost identificată pentru prima dată de Seidelmann și colab. în 1981.  Satelitul Telesto se află în celălalt punct lagrangian (anterior) al Tethys, la 60 de grade în cealaltă direcție față de Tethys. Calypso și Telesto au fost numiți „troieni Tethys”, prin analogie cu asteroizii troieni și sunt jumătate din cei patru sateliți troieni cunoscuți în prezent.
La fel ca mulți alți sateliți mici ai lui Saturn și asteroizi mici, Calypso are o formă neregulată, are cratere mari suprapuse și pare să aibă, de asemenea, material de suprafață liber, capabil să netezească aspectul craterelor. Suprafața sa este una dintre cele mai reflectorizante (la lungimi de undă vizuale) din Sistemul Solar, cu un albedo geometric vizual de 1,34.  Acest albedo foarte mare este rezultatul sablării de la particulele din inelul E al lui Saturn, un inel slab compus din particule mici, de gheață, generate de gheizerele polare de sud ale lui Enceladus. 

## Galerie

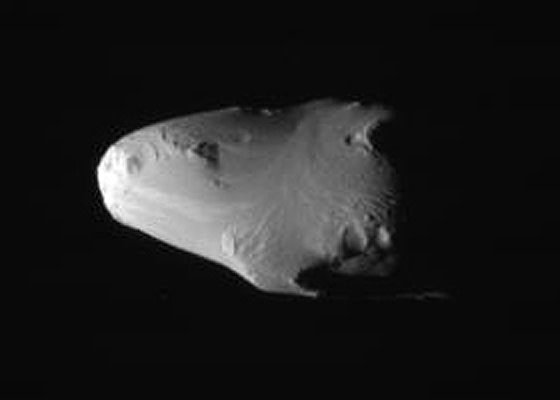
O altă imagine de pe 13 februarie 2010 care arată caracteristici de albedo asemănătoare curgerilor
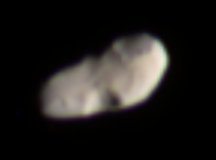
Imagine Cassini de pe 23 septembrie 2005
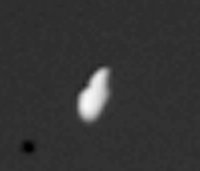
Calypso văzut de Voyager 2 (august 1981)